# Bahnstrecke East Boston–Beachmont–Lynn
| Streckenlänge: | 14 km                     |                                                 |                                                 |
| Spurweite: | 914 mm (engl. 3-Fuß-Spur) |                                                 |                                                 |
| Stromsystem: | 600 =                     |                                                 |                                                 |
| Zweigleisigkeit: | gesamte Strecke           |                                                 |                                                 |
| |                           |                                                 |                                                 |
| \| \| 0 \| East Boston MA (Fähre nach Boston) \| East Boston MA (Fähre nach Boston) \| \| \| \| \| \| \| \| 1½ \| Wood Island \| Wood Island \| \| \| \| U-Bahn Boston (Blue Line) \| \| \| \| 2½ \| Harbor View \| Harbor View \| \| \| 3 \| Orient Heights (früher Winthrop Jct., Winthrop) \| Orient Heights (früher Winthrop Jct., Winthrop) \| \| \| \| nach Point Shirley (U-Bahn-Betriebshof) \| \| \| \| 4 \| Suffolk Downs \| Suffolk Downs \| \| \| 5 \| Beachmont MA \| Beachmont MA \| \| \| 5½ \| Ocean View \| Ocean View \| \| \| 6½ \| Revere Beach MA (früher Crescent Beach) \| Revere Beach MA (früher Crescent Beach) \| \| \| \| Strecke Point of Pines–Point Shirley \| \| \| \| 7 \| Wonderland (früher Bath House) \| Wonderland (früher Bath House) \| \| \| 7½ \| Atlantic (früher Revere Street) \| Atlantic (früher Revere Street) \| \| \| 8 \| Oak Island MA \| Oak Island MA \| \| \| 10½ \| Point of Pines \| Point of Pines \| \| \| \| Saugus River \| \| \| \| 13 \| West Lynn MA \| West Lynn MA \| \| \| 14 \| Lynn MA \| Lynn MA \| |                           |                                                 |                                                 |
| Kopfbahnhof Streckenanfang (Strecke außer Betrieb) | 0                         | East Boston MA (Fähre nach Boston)              | East Boston MA (Fähre nach Boston)              |
| Tunnel (Strecke außer Betrieb) |                           |                                                 |                                                 |
| Haltepunkt / Haltestelle (Strecke außer Betrieb) | 1½                        | Wood Island                                     | Wood Island                                     |
| Abzweig mit U-Bahn ehemals geradeaus und von links |                           | U-Bahn Boston (Blue Line)                       | U-Bahn Boston (Blue Line)                       |
| ehemaliger U-Bahn-Haltepunkt / Haltestelle mit Eisenbahn | 2½                        | Harbor View                                     | Harbor View                                     |
| U-Bahn-Bahnhof | 3                         | Orient Heights (früher Winthrop Jct., Winthrop) | Orient Heights (früher Winthrop Jct., Winthrop) |
| U-Bahn-Abzweig geradeaus, nach rechts und von rechts |                           | nach Point Shirley (U-Bahn-Betriebshof)         | nach Point Shirley (U-Bahn-Betriebshof)         |
| U-Bahn-Haltepunkt / Haltestelle | 4                         | Suffolk Downs                                   | Suffolk Downs                                   |
| U-Bahn-Haltepunkt / Haltestelle | 5                         | Beachmont MA                                    | Beachmont MA                                    |
| ehemaliger U-Bahn-Haltepunkt / Haltestelle mit Eisenbahn | 5½                        | Ocean View                                      | Ocean View                                      |
| U-Bahn-Haltepunkt / Haltestelle | 6½                        | Revere Beach MA (früher Crescent Beach)         | Revere Beach MA (früher Crescent Beach)         |
| U-Bahn-Kreuzung mit Eisenbahn (Querstrecke außer Betrieb) |                           | Strecke Point of Pines–Point Shirley            | Strecke Point of Pines–Point Shirley            |
| U-Bahn-Kopfbahnhof mit Eisenbahn Strecke ab hier außer Betrieb | 7                         | Wonderland (früher Bath House)                  | Wonderland (früher Bath House)                  |
| Haltepunkt / Haltestelle (Strecke außer Betrieb) | 7½                        | Atlantic (früher Revere Street)                 | Atlantic (früher Revere Street)                 |
| Haltepunkt / Haltestelle (Strecke außer Betrieb) | 8                         | Oak Island MA                                   | Oak Island MA                                   |
| Haltepunkt / Haltestelle (Strecke außer Betrieb) | 10½                       | Point of Pines                                  | Point of Pines                                  |
| Brücke über Wasserlauf (Strecke außer Betrieb) |                           | Saugus River                                    | Saugus River                                    |
| Haltepunkt / Haltestelle (Strecke außer Betrieb) | 13                        | West Lynn MA                                    | West Lynn MA                                    |
| Kopfbahnhof Streckenende (Strecke außer Betrieb) | 14                        | Lynn MA                                         | Lynn MA                                         |

Die Bahnstrecke East Boston–Beachmont–Lynn ist eine Eisenbahnstrecke in Massachusetts (Vereinigte Staaten). Sie ist 8,8 Meilen (14,2 Kilometer) lang und verbindet die Städte Boston, Revere und Lynn. Die ursprünglich schmalspurige Strecke ist stillgelegt, ein Teil der Trasse wird jedoch heute von der normalspurigen U-Bahn Boston benutzt.

## Geschichte
In den 1860er Jahren wuchs die Stadt Lynn immer mehr, sodass die bestehende Eisenbahnstrecke der Eastern Railroad nicht ausreichte, um dem Beförderungsaufkommen Herr zu werden. Zudem siedelten sich immer mehr Menschen in Strandnähe an, die ebenfalls nach einer Nahverkehrsanbindung verlangten. 1874 wurde daher die Boston, Revere Beach and Lynn Railroad gegründet, die eine Bahnstrecke von East Boston entlang der Küste nach Lynn bauen sollte. Von East Boston nach Boston wurde eine Fährverbindung eingerichtet, die an der Atlantic Avenue in Boston Anschluss zur Hochbahn hatte. 
Im Mai 1875 begannen die Bauarbeiten für die Strecke, die aus Kostengründen zunächst in der Spurweite von drei Fuß (914 mm) angelegt wurde, jedoch direkt auf einem Streckenplanum, das eine Normalspurstrecke aufnehmen konnte und auch auf breiten Schwellen, die auch Normalspurgleise tragen konnten. Auch das Wagenmaterial war für den normalspurigen Betrieb geeignet. Bereits am 29. Juli 1875 wurde der reguläre Betrieb mit Dampfzügen aufgenommen. Abschließende Arbeiten zogen sich jedoch noch einige Wochen länger hin. Die Strecke war anfangs eingleisig mit einer Ausweiche in Crescent Beach.
Auf der Strecke fand ausschließlich Personenverkehr statt. Die Züge verkehrten in dichter Folge und rund um die Uhr, und die gesamte Strecke wurde bis 1888 zweigleisig ausgebaut. Um die Reisegeschwindigkeit deutlich zu erhöhen, elektrifizierte man die Strecke am 11. Oktober 1928. Noch bis zum 2. Dezember 1928 fuhren teilweise Dampfzüge, bis der Umbau der Wagen zu elektrischen Triebwagen abgeschlossen war. Schon kurz darauf begannen jedoch die Beförderungszahlen drastisch zu sinken. Der Grund war neben der Weltwirtschaftskrise die zunehmende Zahl privater Automobile, die ab 1934 Boston durch einen Straßentunnel viel schneller erreichen konnten, als die Bahnfahrgäste mit Umstieg auf die Fähre. Am 27. Januar 1940 fuhr die elektrische Schmalspurbahn zum letzten Mal und wurde daraufhin stillgelegt und abgebaut. Das Streckengrundstück wurde an den Bundesstaat verkauft.
Am 5. Januar 1952 verlängerte die Metropolitan Transit Authority (heute MBTA) die Maverick-Linie (heute blaue Linie) ihres U-Bahn-Betriebs nach Orient Heights, wo ein Betriebshof errichtet wurde. Der Betrieb wurde am 21. April 1952 nach Suffolk Downs und am 19. Januar 1954 nach Wonderland ausgedehnt. Eine Verlängerung auf der ehemaligen Trasse nach Lynn ist geplant.

## Streckenbeschreibung
Die Strecke beginnt am Hafen von East Boston an der Marginal Street. Sie verläuft geradlinig in Richtung Nordnordost und unterquert dabei die Siedlung um die Sumner Street in einem kurzen Tunnel. Der erste Haltepunkt lag in Wood Island. In diesem Bereich ist die Bahntrasse durch den Flughafen von Boston überbaut. Die gleichnamige U-Bahn-Station liegt an einer anderen Stelle. Kurz danach biegt die hier oberirdisch verlaufende U-Bahn-Strecke auf die Trasse der Boston, Revere Beach&Lynn ein und der Haltepunkt Harbor View ist erreicht. Hier wurde kein U-Bahnhof gebaut. In Orient Heights, der nächsten Station, bog einst eine Strecke in Richtung Wintrop ab. Dieser Abzweig dient der U-Bahn heute als Zufahrt zum Betriebshof. Durch Beachmont hindurch erreicht die Bahnstrecke die Atlantikküste, wo sich die heute nicht mehr bediente Station Ocean View befand. Kurz darauf ist der U-Bahnhof Revere Beach erreicht, der zur Zeit der Schmalspurbahn Crescent Beach hieß. Hier bestand in den 1880er Jahren Übergang zur normalspurigen Strecke nach Point Shirley.
Nur wenige hundert Meter weiter nördlich ist der derzeitige Endbahnhof der U-Bahn am Wonderland erreicht. Von hier bis Point of Pines liegt die ebenfalls stillgelegte Bahnstrecke Revere–Point of Pines–Saugus Junction direkt neben der Trasse der Schmalspurbahn. Nach der Station Point of Pines überquerte die Bahnstrecke den Saugus River. Ein Teil der hölzernen Jochbrücke steht noch, nur der Mittelteil wurde abgetragen. Die Strecke führt nun durch West Lynn hindurch bis zum Endbahnhof Lynn, der sich an der Ecke Broad Street/Market Street befand.